# Stizostedion volgensis
Stizostedion volgensis é uma espécie de peixe da família Percidae.
Pode ser encontrada nos seguintes países: Austria, Bósnia e Herzegovina, Bulgária, Croácia, Hungria, Moldávia, Roménia, Rússia, Sérvia e Montenegro, Eslováquia e Ucrânia.